# Augochloropsis splendida
Augochloropsis splendida är en biart som först beskrevs av Smith 1853.  Augochloropsis splendida ingår i släktet Augochloropsis och familjen vägbin. Inga underarter finns listade.